# Sans titre (Les Simpson)
Pour les articles homonymes, voir Sans titre.
Sans titre est un épisode de la série télévisée d'animation Les Simpson. Il s'agit du treizième épisode de la vingt-neuvième saison et du 631e épisode de la série. Il est diffusé pour la première fois le 25 mars 2018 aux États-Unis.

## Synopsis
Homer et Marge racontent la vie qu'ils menaient quand ils incarnaient encore un couple sans enfant, carriériste et entouré d'amis...

## Réception
Lors de sa première diffusion l'épisode a attiré 2,15 millions de téléspectateurs.